# Île du Grand Ribaud
L'île du Grand Ribaud se situe entre l'île de Porquerolles et la presqu'île de Giens, à 1 km au sud-ouest de l'embarcadère de la Tour Fondue, à Hyères.

## Histoire
Cette île fut acquise en 1897 par le Professeur Charles Richet, prix Nobel de physiologie en 1913.
Elle appartient désormais à ses héritiers qui ont fondé une société civile. À leur demande, l'île fut classée non constructible pour éviter les spéculations.[réf. nécessaire]
Seules deux maisons existent sur le côté est ; une avec ses deux étages et une tourelle, l'autre en longueur et sans étage.
Sa surface est de 16 hectares environ.
Sa côte ouest est rocailleuse et pauvre en végétation,. Son centre est plus touffu, avec des chênes verts, arbousiers, myrtes et lentisques. Quelques pins et oliviers furent plantés avant la Seconde Guerre mondiale.
Des viviers existent encore autour de l'île où le professeur élevait des méduses et divers poissons venimeux utiles à ses recherches.
La pointe sud appartient à l'État, avec son phare, un embarcadère et un vieux fort napoléonien.
Le phare date de 1953, il a été reconstruit après les destructions de la Seconde Guerre mondiale. Il y avait un phare à cet endroit depuis 1851.

## Photographies

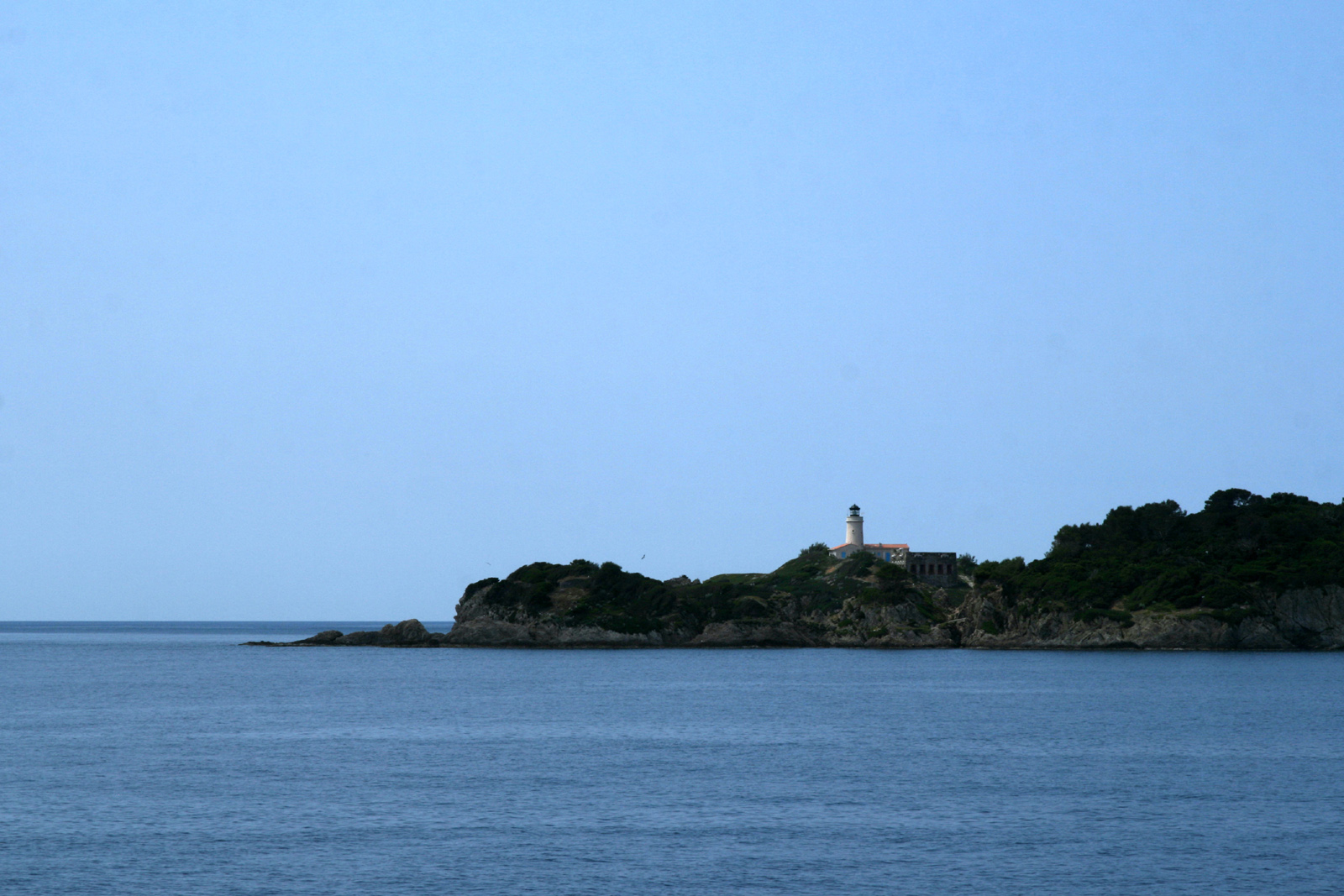
Le phare.